# Pop Muzik
Pop Muzik es una canción grabada por el grupo M en el año 1979. Alcanzó el número 1 en las listas de Estados Unidos y el número 2 en el Reino Unido.
Esta fue una de las primeras canciones que caracterizaron a los años 80 por sus sonidos de sintetizador y efectos sintéticos.
David Bowie hace el sonido de palmas en el tema.
La banda de rock U2 introdujo una remezcla de Pop Muzik antes de cada concierto durante la gira PopMart Tour.

## Letra
La letra habla de lo famosa que era la música pop en los años 60 y que en cualquier lugar se podía escuchar, sentir y hasta bailar.